# Hotspot Shield
Hotspot Shield – usługa VPN (virtual private network) uruchomiona w 2008 r. przez firmę AnchorFree. Obecnie jej właścicielem jest Pango.
Usługa chroni anonimowość użytkownika podczas przeglądania sieci i umożliwia dostęp do witryn o ograniczonym zasięgu terytorialnym. Zapewnia bezpieczeństwo i poufność danych poprzez szyfrowanie ruchu internetowego przy jednoczesnym maskowaniu adresu IP.
Dodatek Hotspot Shield Free VPN Proxy oraz pokrewna aplikacja mobilna są dostępne za darmo, jednak aplikacja mobilna wyświetla reklamę i informuje o płatnej wersji usługi.